# Palazzo Maffei (Verona)

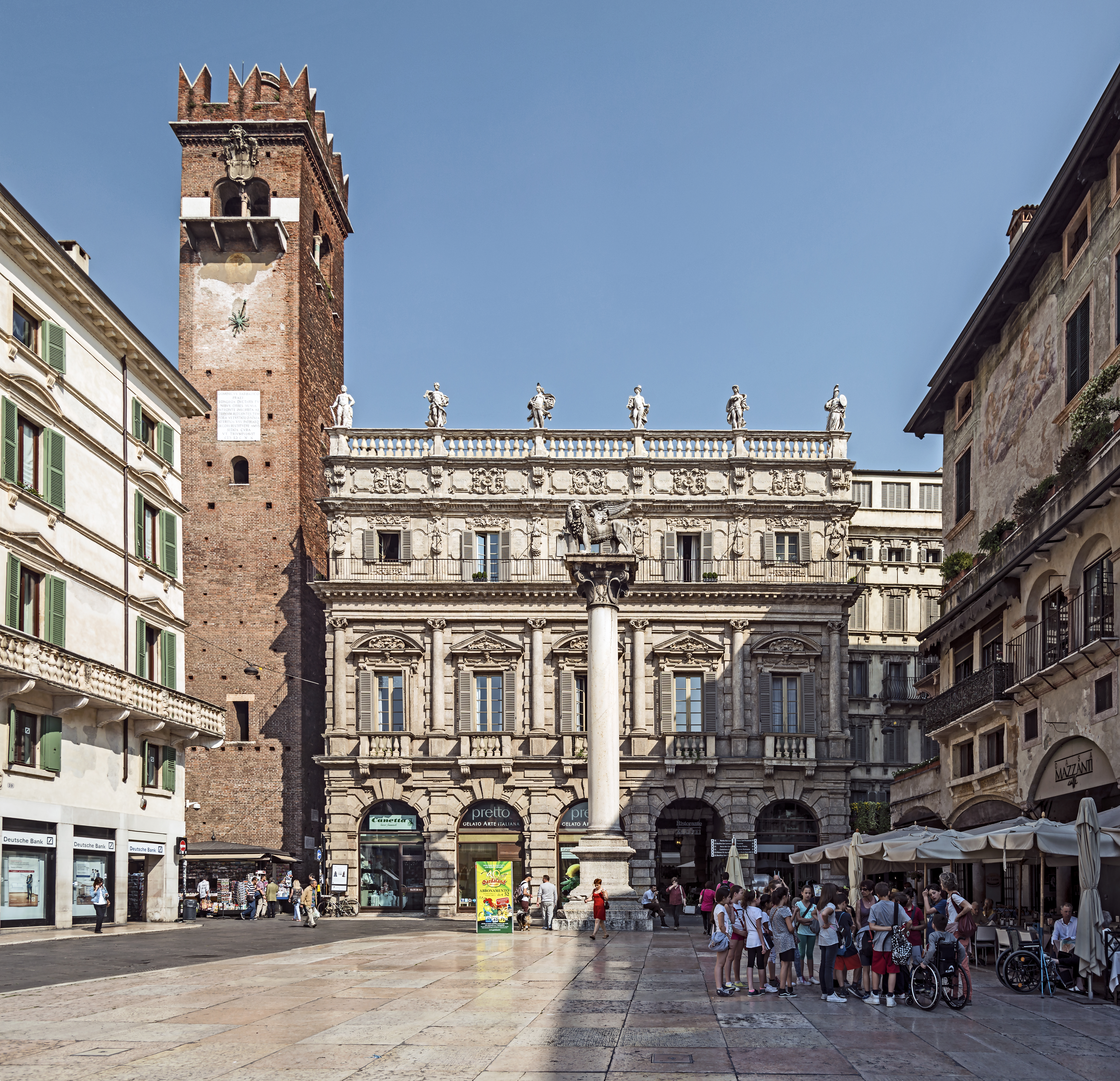
Palazzo Maffei mit dem Torre del Gardello an der Piazza delle Erbe

Palazzo Maffei ist ein Barockpalast in der oberitalienischen Stadt Verona in Venetien. Er zählt zu den bedeutendsten Barockbauten in Verona und ist eines der bekanntesten Gebäude des Seicento in der Stadt.

## Geschichte
Benannt ist er nach den damaligen Eigentümern, den Bankiers Marcantonio und Rolandino Maffei, die ihn im 17. Jahrhundert erbauen ließen. Errichtet wurde er an geschichtsträchtiger Stelle am nördlichen Rand der mitten in der Altstadt von Verona gelegenen Piazza delle Erbe. Zur Zeit des römischen Municipiums befand sich hier das Forum, das an der Nordseite des Platzes, an der sich der Palazzo Maffei befindet, vom Kapitol eingegrenzt wurde.
Im Mittelalter, zur Zeit der Signoria von Antonio und Bartolomeo II. della Scala, ist hier eine hölzerne Loggia belegt, in der sich die Geldwechsler trafen und die wahrscheinlich bereits während der Kommune, etwa einhundert Jahre zuvor bestand. Im 15. Jahrhundert ersetzte die Familie Maffei die Loggia durch ein zweistöckiges Gebäude mit einem Laubengang.
Im Dezember 1626 legten Marcantonio und sein Neffe Rolandino Maffei dem Stadtrat einen Antrag für die Vergrößerung ihres Familienpalastes an der Piazza delle Erbe vor. Geplant war nicht nur die zeitgenössische Neugestaltung der Fassade, sondern auch die Aufstockung des Gebäudes um ein Stockwerk. Die beiden Bauherrn waren sich bewusst, dass sie mit dem Bau einen Beitrag zur Aufwertung des Platzes und der Stadt leisten würden. Allerdings scheinen die Arbeiten langsam vorangeschritten zu sein, womöglich auch wegen der verheerenden Pestepidemie von 1630. Erst in einem Dokument von 1653 wird wieder auf die Bauarbeiten Bezug genommen. Abgeschlossen waren sie erst 1668, wie aus einer im Innenhof angebrachten Gedenktafel hervorgeht, auch wenn in den folgenden Jahrzehnten noch kleinere Arbeiten durchgeführt wurden.
Nicht überliefert ist, wer der Architekt des Neubaus ist. Nach Scipione Maffei, der einem anderen Familienzweig angehörte, aber Zugang zum Archiv der den Palast besitzenden Familie Maffei hatte, stammten die Baupläne aus Rom. Da die Familie Beziehungen mit der Stadt am Tiber pflegte und der Palazzo keine Ähnlichkeiten mit anderen Bauten einheimischer Architekten aufweist, kann die Aussage von Scipione Maffei sehr wohl zutreffen.
In dem in den 2010er Jahren restaurierten Piano nobile wurde 2020 ein Kunstmuseum eröffnet. In 18 Sälen sind auf 1000 Quadratmeter Ausstellungsfläche 350 Werke aus verschiedenen Kunstepochen der Sammlung Carlon ausgestellt.

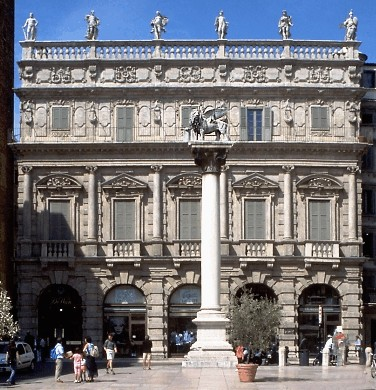
Fassade, davor die Marmorsäule mit dem Markuslöwen
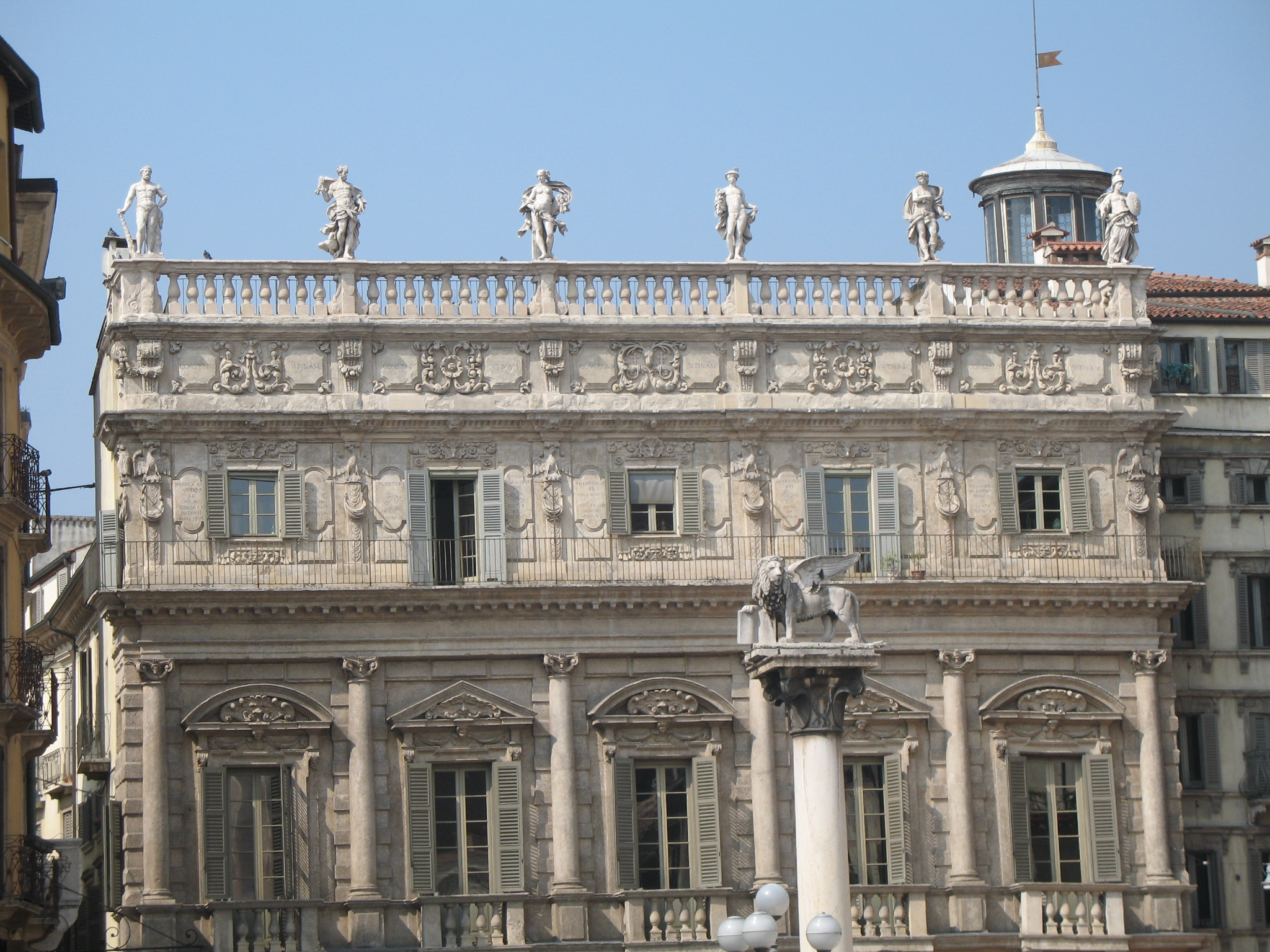
Piano Nobile, zweiter Stock und Attika
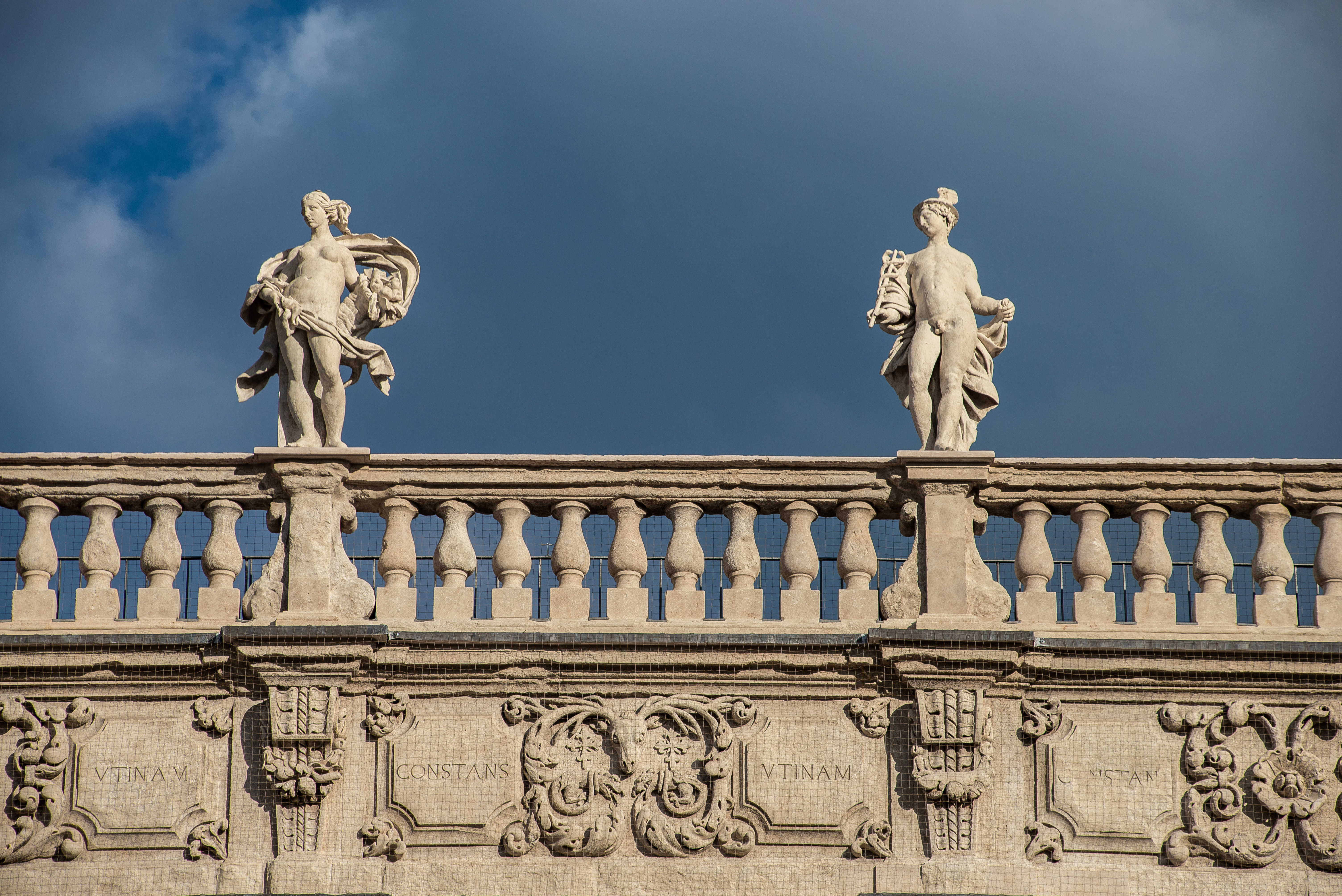
Als Balustrade gestaltete Attika mit den Statuen der Venus und des Mercurius.
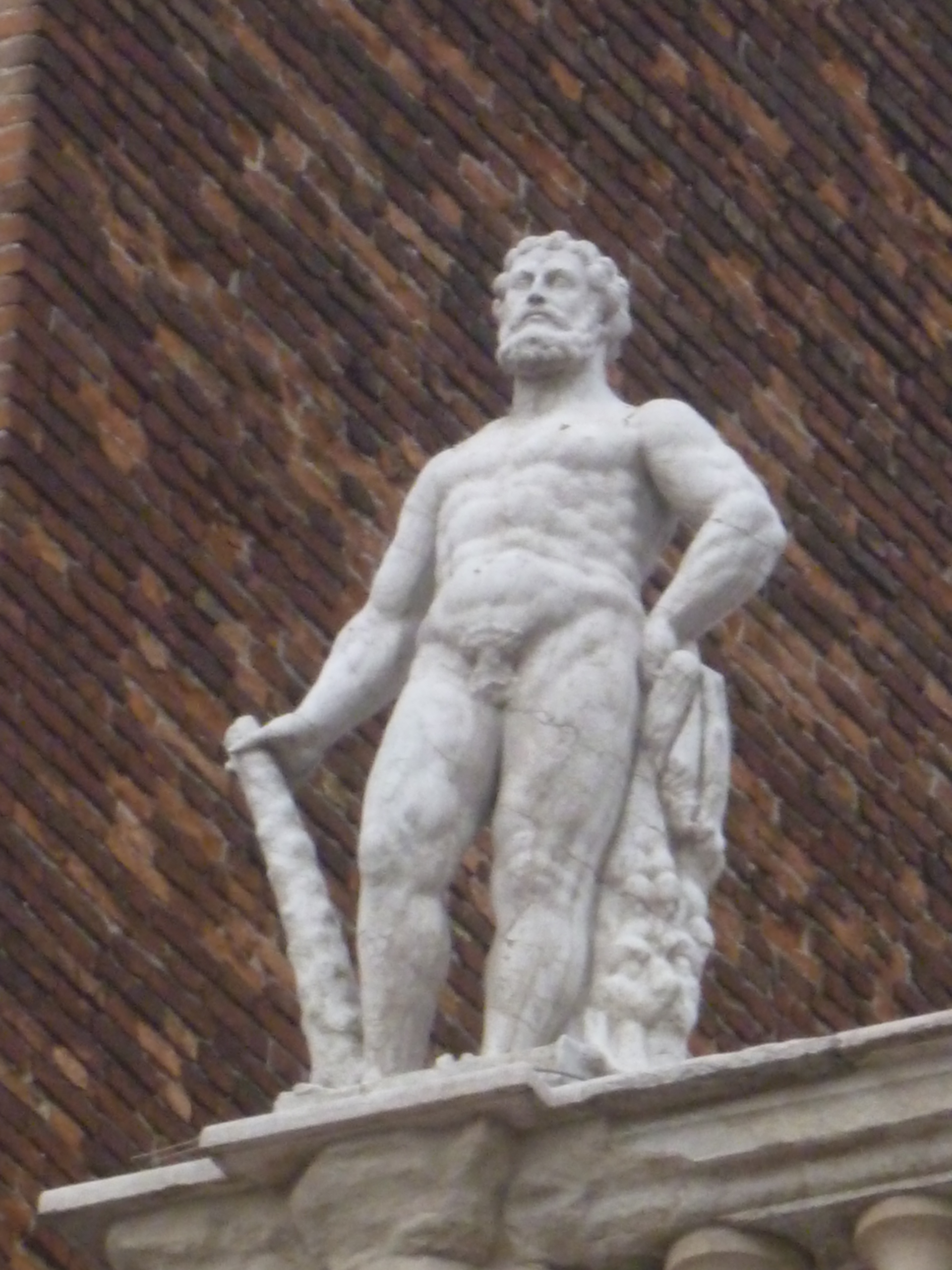
Statue des Herkules
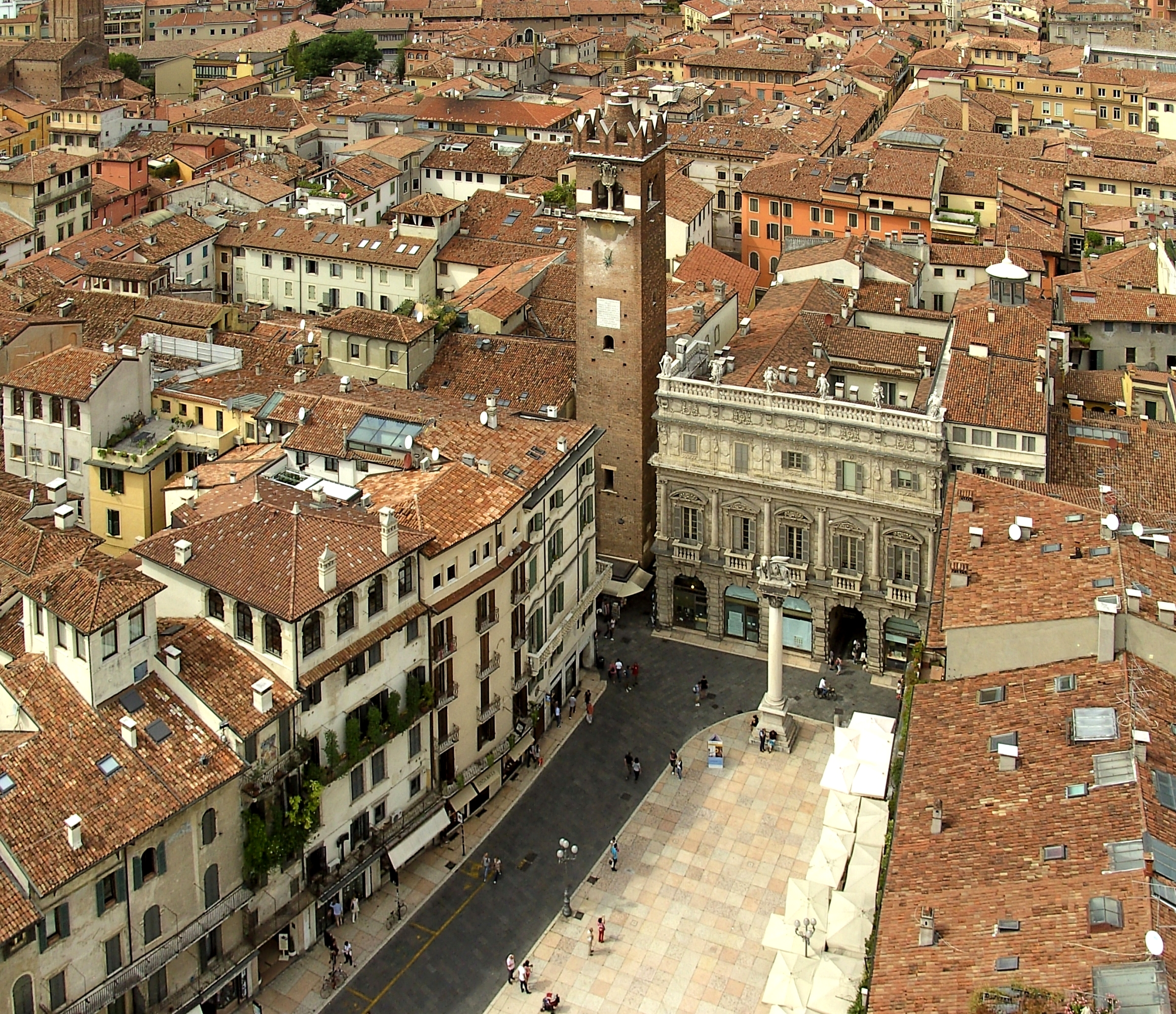
Fassade und Dach vom Torre dei Lamberti

Im April 2025 zerstörten zwei Besucher im Palazzo Maffei den sogenannten „Van Gogh“-Stuhl, einen mit glitzernden Swarovski-Kristallen besetzten Stuhl des Künstlers Nicola Bolla.

## Beschreibung
Das dreistöckige Gebäude besticht durch seine strenge und zugleich elegante Fassade, die neben barocken auch Elemente der Spätrenaissance aufweist.
Das Erdgeschoss besteht aus fünf Arkaden mit dorischen bossierten Pilastern, die einen Bogengang vortäuschen. Während die Arkade in der Mitte den Zugang in den Innenhof bildet, sind in den übrigen Arkaden Geschäftsräume untergebracht, die erstmals 1691 belegt sind.
Der über dem Erdgeschoss liegende Piano nobile besitzt fünf große zweiflügelige Fenstertüren. Jede Fenstertür verfügt über eine Balustrade und einen verzierten halbrunden oder dreieckigen Fronton. Eingerahmt werden die Fenstertüren durch ionische Halbsäulen, die ein einziges durchgehendes Gesims stützen.
Der zweite Stock besitzt drei Fenster und zwei Fenstertüren. Ein durchgehender Balkon zieht sich an der gesamten und reich verzierten Fassade entlang. So ähneln die Pilaster den römischen Feldzeichen Aquila und Signum, während die Fenstergiebel mit Blumen- und Tiermotiven geschmückt sind.
Gekrönt wird die Fassade von der Attika, die mit einer Balustrade abschließt. Auf der Balustrade befinden sich sechs Statuen mit Figuren aus der griechischen und römischen Mythologie. Von links nach rechts sind dies Herkules, Jupiter, Venus, Mercurius, Apollon und Minerva. Es wird nachgesagt, dass die Statue des Herkules aus einem Marmorsockel hergestellt worden ist, den man bei archäologischen Grabungen im Keller des Gebäudes gefunden hat. Die Attika ist so angelegt worden, dass sie Platz für einen Hängegarten bietet. Johann Christoph Volkamer hat ihn in seinem 1714 erschienenen Continuation der Nürnbergischen Hesperidum als Zitrusgarten beschrieben.
Erwähnenswert ist die breit angelegte steinerne Wendeltreppe, die als Hohltreppe vom Keller bis zum obersten Stockwerk führt. Der Piano nobile ist mit Stuckarbeiten und einem klassizistischen Freskenzyklus geschmückt, der zwischen dem 18. und 19. Jahrhundert entstanden ist. Im Keller sind etwa neun Meter unter dem heutigen Straßenniveau Teile der Fundamente und Säulenreste des römischen Kapitols erhalten, die im Rahmen von Führungen besichtigt werden können.